# Staurothele monicae
Staurothele monicae är en lavart som först beskrevs av Alexander Zahlbruckner, och fick sitt nu gällande namn av Wetmore. Staurothele monicae ingår i släktet Staurothele och familjen Verrucariaceae.   Inga underarter finns listade i Catalogue of Life.